# Synoecha marmorata
Synoecha là một chi bướm đêm thuộc họ Sphingidae, chỉ gồm một loài, Synoecha marmorata được tìm thấy ở Queensland và New South Wales.
Sải cánh dài khoảng 40 mm. Adults have fawn forewings and paler hindwings.